# Most w Skorogoszczy
Most w Skorogoszczy – most wantowy ponad Nysą Kłodzką w Skorogoszczy, w ciągu drogi krajowej nr 94 Opole – Wrocław. To most dwuprzęsłowy, z dwoma pylonami o wysokość 15,40 m (od poziomu filara) umiejscowionymi w strefie podpory środkowej, z pięcioma wantami z każdej strony pylonów.
Budowę prowadzono w latach 2004–2005. Most został oddany do użytku 28 grudnia 2005 o godzinie 11:00.
Całkowity koszt inwestycji, finansowanej z budżetu państwa, wyniósł 24 mln zł. Zastąpił stary most blachownicowy o długości 72,50 m z klasą obciążenia "C" według PN-85/S-10030.

## Konstrukcja
- stalowo-betonowa,
- pylony stalowe,
- długość 124,77 m,
- szerokość 11,54 m,
- Obciążenie klasy "A" według PN-85/S-10030 oraz pojazdem klasy 150 według STANAG 2021.

## Galeria

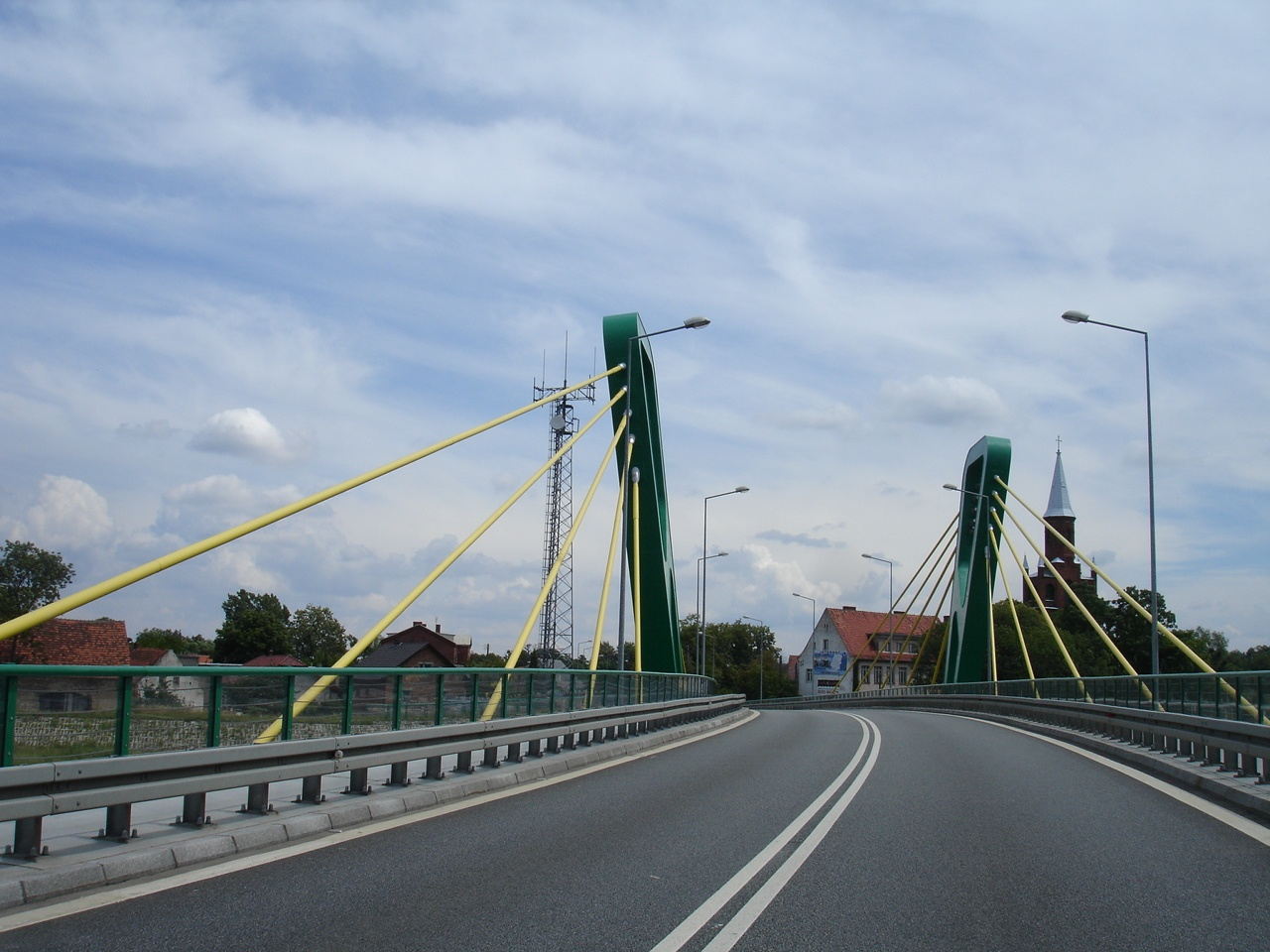
Nowy most w Skorogoszczy, droga krajowa nr 94
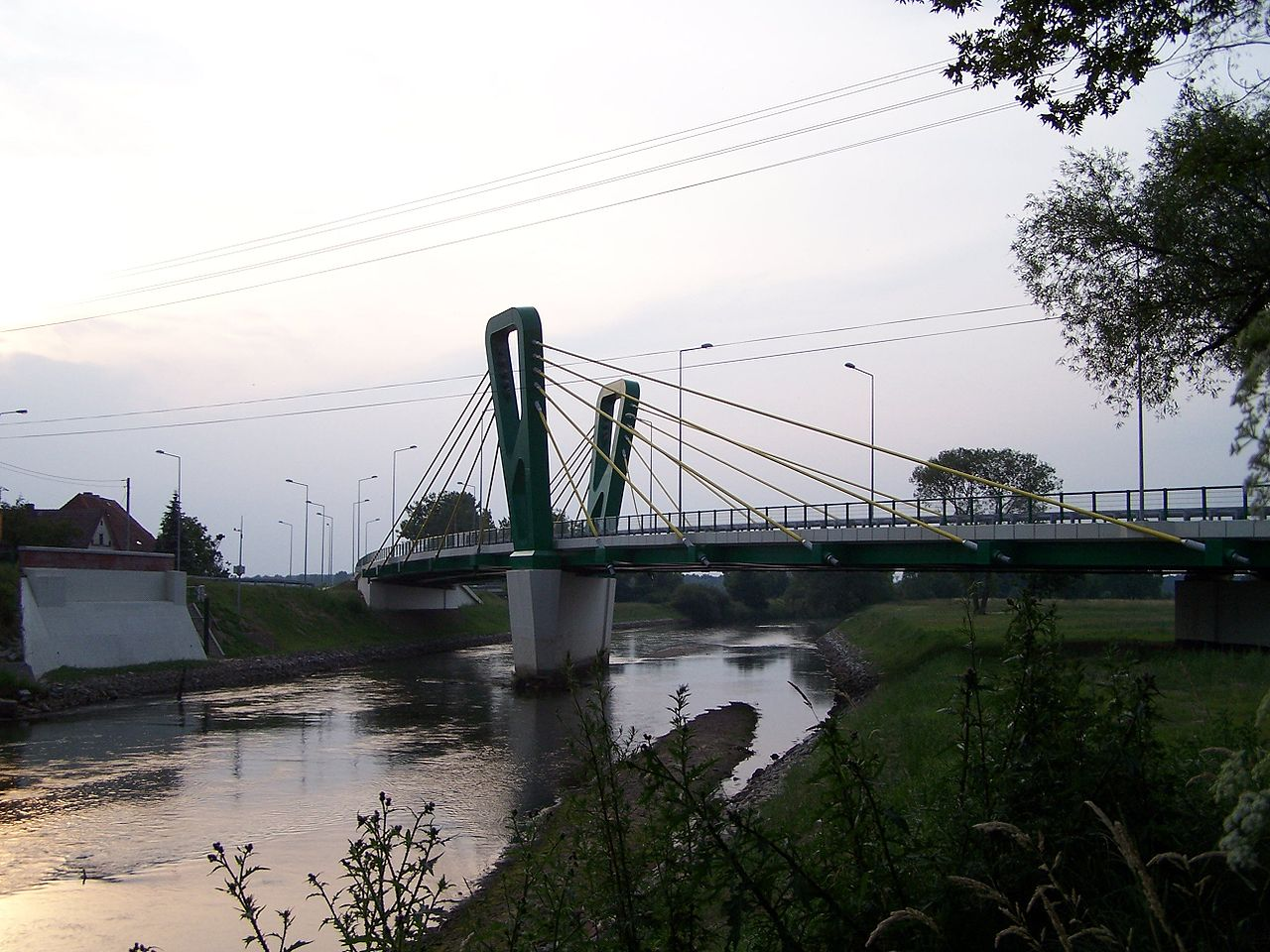